# Padrela e Tazem
Padrela e Tazém é uma freguesia portuguesa do município de Valpaços, com 28,64 km² de área e 277 habitantes (censo de 2021) A sua densidade populacional é 9,7 hab./km².

## História
Localizada na Serra da Padrela, não muito distante do seu ponto mais elevado – 1151 metros – no limiar do concelho de Vila Pouca de Aguiar, esta freguesia é uma das mais afastadas da sede do concelho.
Constituem atualmente uma única freguesia eclesiástica e civil, tendo sido Tazém anexada a Padrela em 1884, por Decreto de 27 de Novembro. No passado foram povoações independentes.
Em 1839 aparecem ambas no concelho e comarca de Chaves, em 1852 na comarca de Chaves e concelho de Carrazedo de Montenegro, em 1852 na comarca de Chacim e, de 1862 por diante no concelho e comarca de Valpaços.
A paróquia de Padrela tem como orago S. Pedro – apóstolo e era curato anexo à reitoria de Carrazedo e de apresentação do reitor, no termo de Chaves. A antiga paróquia de Nossa Senhora da Assunção (Santa Maria) de Tazém também era curato anexo à reitoria de Carrazedo, no termo de Chaves. Passaram depois a paróquias independentes com o título de vigairarias.
De destacar, em relação ao património edificado da freguesia, a Igreja Matriz de Tazém (provavelmente anterior ao séc. XIII) que se acredita que tenha sido fundada antes da Nacionalidade, nesta mesma “villa” – talvez pelo séc. VIII, ao tempo das presúrias das “famílias do célebre bispo lucense – Oduário, no território flaviense. Por volta do séc. XIII, se não antes, foi dado nesta Igreja algum direito à Ordem do Hospital ou, se não nela, na “villa” ou Freguesia, o que teve repercussões na situação da Igreja perante a Sé Bracarense. Em 1216 o facto suscitou a discórdia entre o Hospital (sendo seu prior D. Mendo) e a Sé (Arcebispo D. Estêvão), que acabaram por chegar a um acordo.
A Igreja, porém, apareceu posteriormente apresentada pelo comendador de S. João de Corveira da Ordem do Hospital, sendo que a esta comenda deveriam estar agregados os bens da Ordem, na freguesia de Tazém.

## Anexas
1. Tazém;
2. Frutuoso;
3. Valizelos;
4. Seixedo.

## Padroeiros
Padrela - São Pedro;
Tazém - Nossa Senhora da Assunção;
Frutuoso - São Frutuoso e Nossa Senhora da Saúde;
Valizelos - Santo António;
Seixedo  - 

## Demografia
A população registada nos censos foi:
| Distribuição da População por Grupos Etários | Distribuição da População por Grupos Etários | Distribuição da População por Grupos Etários | Distribuição da População por Grupos Etários | Distribuição da População por Grupos Etários |
| -------------------------------------------- | -------------------------------------------- | -------------------------------------------- | -------------------------------------------- | -------------------------------------------- |
| Ano                                          | 0-14 Anos                                    | 15-24 Anos                                   | 25-64 Anos                                   | > 65 Anos                                    |
| 2001                                         | 73                                           | 60                                           | 228                                          | 108                                          |
| 2011                                         | 27                                           | 39                                           | 172                                          | 121                                          |
| 2021                                         | 17                                           | 26                                           | 130                                          | 104                                          |